# Пітерзейл
Пітерзейл (нід. Pieterzijl, нід. вимова: [ˈpi.tərˌzɛi̯l]) — село в нідерландській провінції Гронінген. Входить до муніципалітету Вестерквартір. Його населення станом на 2021 рік складало 170 осіб.